# Phromnia rosea
Phromnia rosea — вид фонарниц из семейства Flatidae. Эндемик Мадагаскара.

## Мимикрия
Представители вида обладают ярко-розовой окраской и формой тела напоминают лепесток цветка.

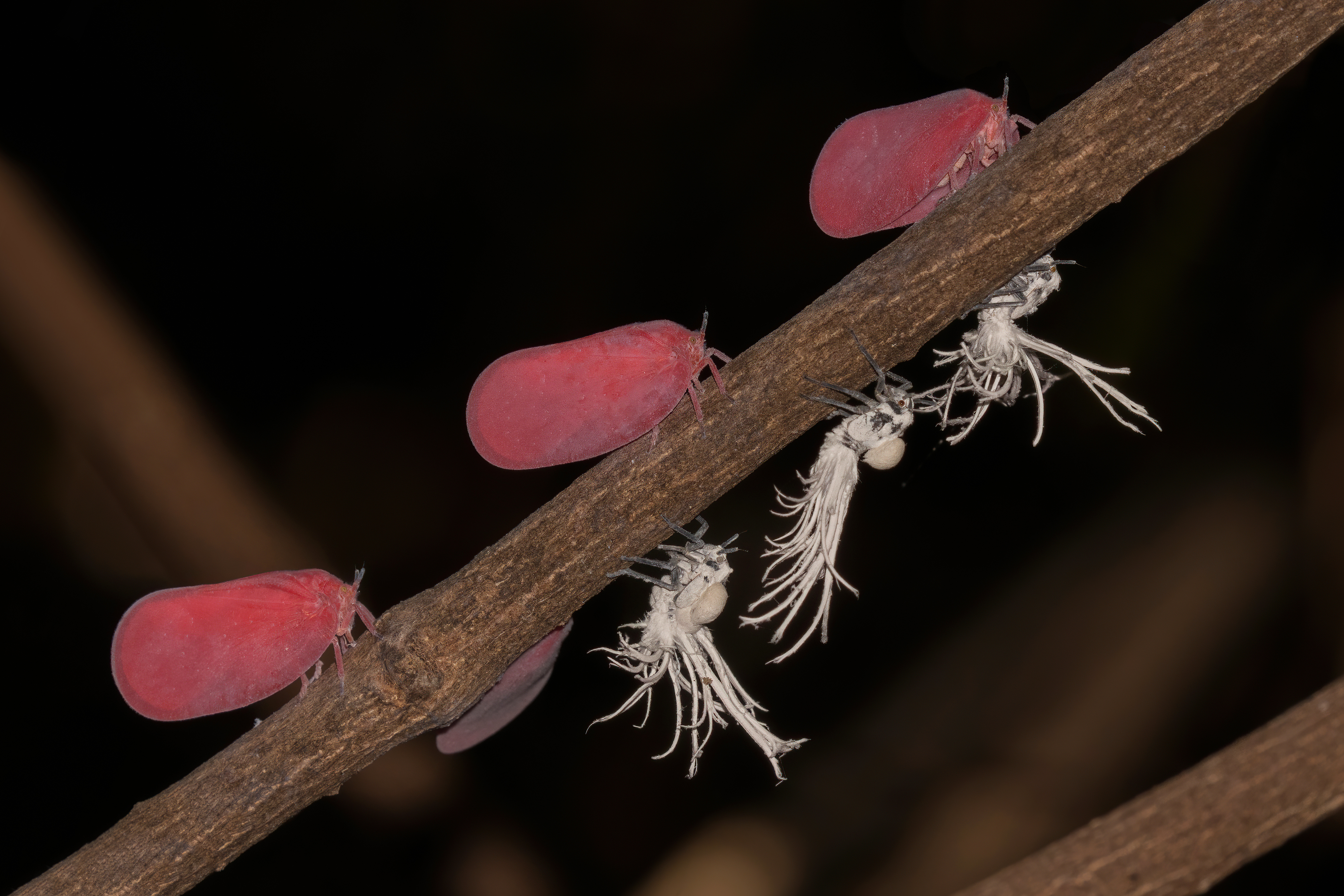
Фонарницы и их нимфы

Садясь на стебель растения, Phromnia rosea размещаются в определённом порядке, создавая «соцветие», — подобная мимикрия служит защитой от потенциальных хищников. Скопления имаго этого вида можно спутать со множеством бутонов ещё нераскрывшихся цветов.
Нимфы бескрылые и покрыты белым восковым налётом; на конце брюшка имеется множество длинных белых выростов, направленных в разные стороны, образованных таким же восковым веществом. Благодаря подобным восковым выростам нимфы издалека похожи на белые цветки — также мимикрия. Данное вещество выделяется специальными железами на брюшке и других частях тела.
Самки этого вида также выделяют аналогичное вещество для закрепления яиц своей кладки на кормовых растениях.